# 無痛分娩
無痛分娩（むつうぶんべん、英: epidural birth）とは、麻酔を用いて痛みを緩和しながら分娩（経膣分娩）を行うことである。麻酔法は一般的に硬膜外麻酔である。すなわち、母体の背骨の隙間から脊髄の近くに細くて柔らかいチューブを入れ、下半身だけに麻酔を効かせる。
分娩前後の痛みを緩和する手段は、硬膜外麻酔以外にも数多くある。これらは硬膜外麻酔の代替として行われるだけではなく、硬膜外麻酔と併用されることも多い。本稿では、これらの鎮痛手段についても概説する。

## 概要

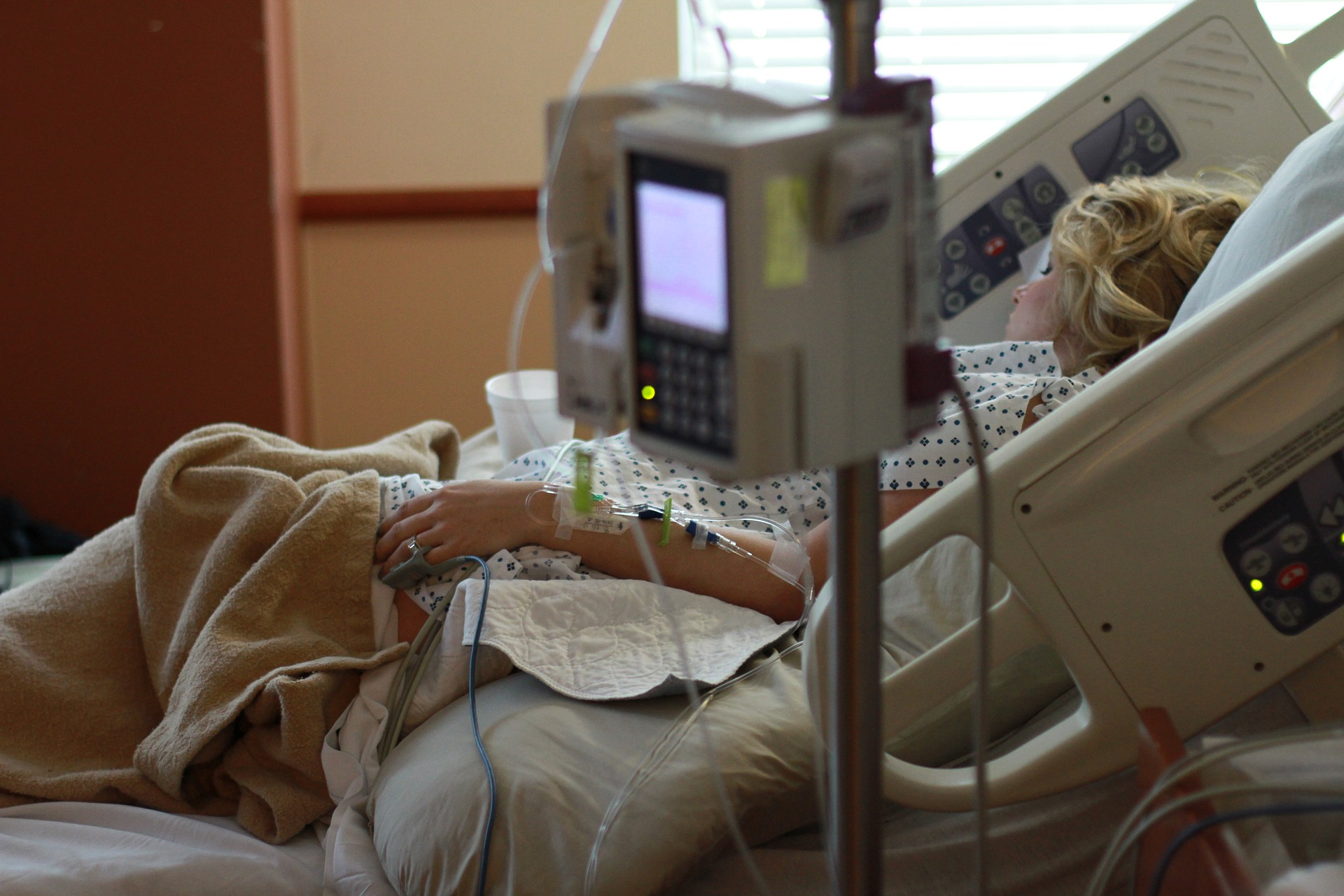
病院で陣痛中の女性の様子

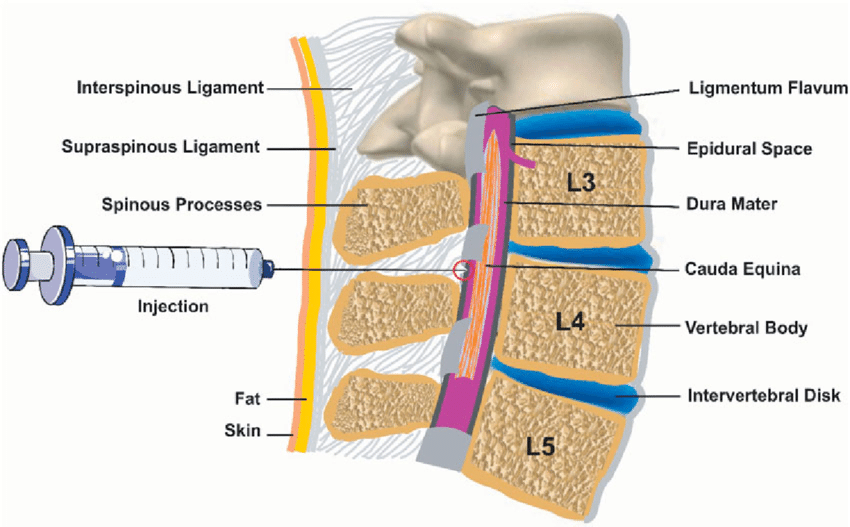
硬膜外麻酔の模式図

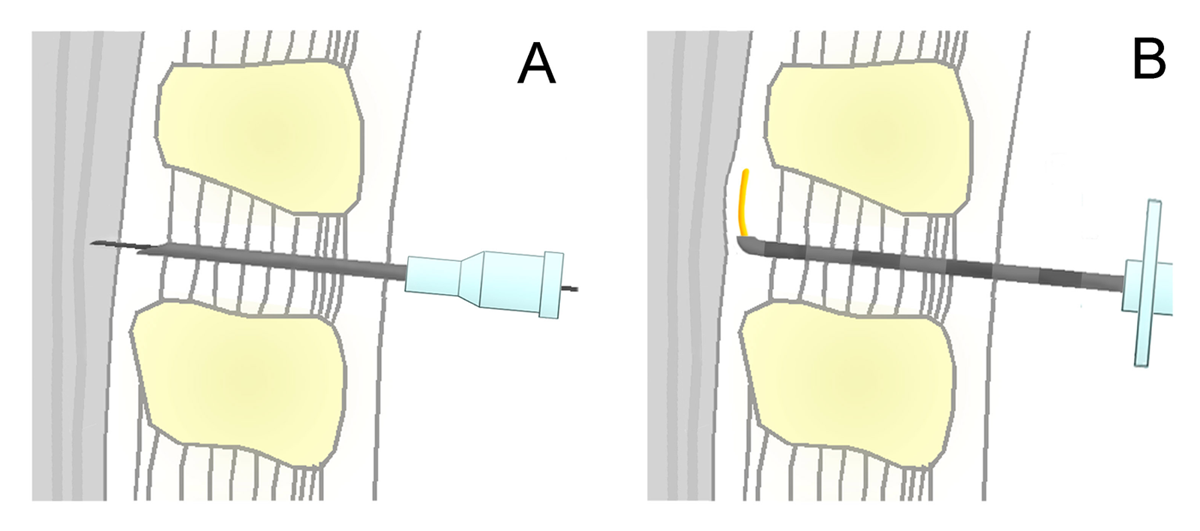
脊髄くも膜下麻酔では穿刺針が硬膜を貫いてくも膜下腔に到達する（A）が、硬膜外麻酔では穿刺針は硬膜手前の硬膜外腔に留まり、カテーテルが留置される（B）。

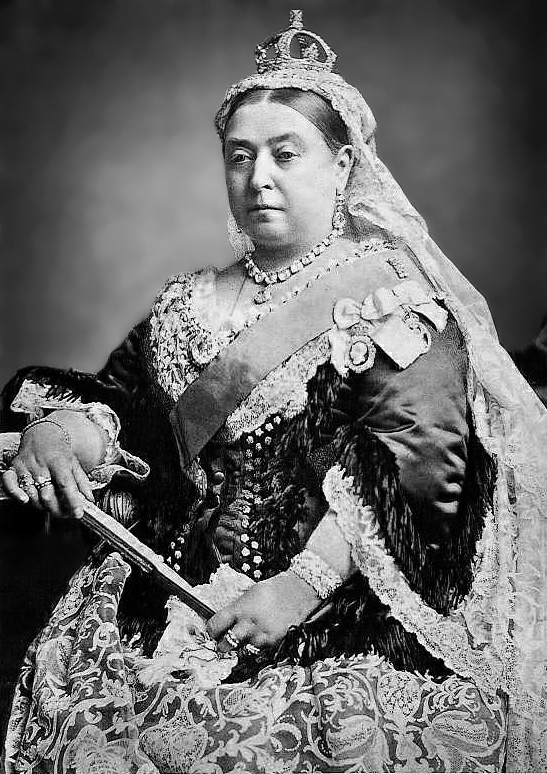
ヴィクトリア女王

鎮痛薬の投与経路としては点滴静脈注射がある。この方法は硬膜外麻酔よりも処置が容易であるが、母児の意識を低下させたり、呼吸を抑制する。他には筋肉注射や吸入による鎮痛も可能だが、点滴と同様に薬剤が胎盤経由で胎児へ影響を及ぼす。
上記の理由のため、硬膜外麻酔が無痛分娩で鎮痛の第一選択となっている。硬膜外麻酔を用いた無痛分娩では、下半身の痛みを緩和しながら経膣分娩を行う。この間、脊椎内の硬膜外腔に細いカテーテルを挿入して留置し、局所麻酔薬やオピオイドが投与される。
場合によっては、脊髄くも膜下麻酔（脊椎麻酔）が併用され、専門的には脊髄くも膜下硬膜外併用麻酔（略称は脊硬麻又はCSEA）と呼ばれる。CSEAは効果発現が迅速である。麻酔を用いた分娩は、普通分娩時よりも麻酔薬の影響で下半身に力が入りにくくなるため、分娩時間が長くなって吸引分娩や鉗子分娩となったり、最終的に帝王切開となることもある。
欧米では、亜酸化窒素吸入がよく行われている。オピオイドの一種であるペチジンの注射も無痛分娩に適応がある。これらの医学的鎮痛方法の代替、ないしは追加の鎮痛方法としては、非薬理学的鎮痛方法、すなわちラマーズ法などの呼吸法やマッサージ、水中出産や産後ドゥーラによるサポートなどが知られている。
日本では硬膜外無痛分娩の実施率は8.6%（2020年）であるが、欧米の方が普及率が高い。アメリカやフランスは硬膜外無痛分娩が多い。欧米では大規模な医療施設での出産が多いのに対して、日本に多い小規模な産科での出産では麻酔科医が不足していることが、こうした格差の一因とされる。
歴史上、分娩の痛みは手術と同様、有効な鎮痛手段を長らく持たなかったが、19世紀半ばに実用化されたクロロホルムやジエチルエーテルの吸入による全身麻酔で無痛分娩が可能となった。しかし、全身麻酔は手術に用いることは歓迎されたものの、出産に用いることは医学界や宗教界からは当初根強い反対があった。無痛分娩は、1853年にイギリスのヴィクトリア女王に対して行われたことで広く一般にも行われるようになった。20世紀初頭には薄暮睡眠安産法（twilight sleep）、すなわちモルヒネとスコポラミンの注射による鎮静が麻酔方法に加わった。しかし、母体に対する全身麻酔は、誤嚥による肺炎（メンデルソン症候群）が1946年に報告されて以降問題視されるようになり、1960年代以降は硬膜外麻酔が主流となっている。

## 語義
一般的にも専門的にも無痛分娩、との呼称が普及しているが、陣痛が始まってから鎮痛を開始する、すなわち、多かれ少なかれ痛みを感じてからの鎮痛であるために、「無痛」分娩とはいうものの、必ずしも無痛ではない。この意を表すために、日本では和痛分娩や減痛分娩、産痛緩和などとも表現される。産痛緩和は厚労省のガイドラインや日本産婦人科医会では硬膜外麻酔のみならず非薬理学的鎮痛方法をも含めた鎮痛手段全般とされている。語義の上では無痛分娩も産痛緩和も鎮痛方法までは指定していないため、硬膜外麻酔を明示するためには、硬膜外無痛分娩と呼ばれる。
英語圏でも、無痛分娩に相当する言葉は多様であり、一般的にはepidural birth, painless delivery, painless labor、医学英語ではlabor analgesiaなどと表記される。analgesiaは"an:無"＋"algesia:痛み"と語源の上では無痛だが、専門家の間では主として鎮痛の意味で用いられている。すなわち、英語圏においても、無痛に関して一般人と専門家との間で、語義において認識の相違が生じる余地がある。硬膜外麻酔に留まらない出産前後の鎮痛全般を表す言葉としてはPain management during childbirthや"labor pain relief"などがあるが、十分に定義されておらず、対応する定訳も2023年現在確立されているとは言い難い。

## 準備
出産の準備は、出産時に経験する痛みの大きさに影響する。母親学級に参加したり、医療従事者や公的扶助サービスに相談したり、質問を書き留めたりすることで、痛みを管理するために必要な情報を得ることができる。友人や家族との簡単な交流が不安を和らげることもある。

## 医学的ないしは薬理学的鎮痛法
医師、看護師、助産師、ナース・プラクティショナー、医療助手（physician assistant）は通常、陣痛中の女性に鎮痛の必要性を尋ねる。 訓練を受けた経験豊富な医療従事者が行えば、多くの鎮痛方法が有効である。また、分娩の段階によって鎮痛方法は使い分けられる。それでも、すべての病院や分娩センターですべての選択肢が利用できるわけではない。産婦の病歴やアレルギーの有無、その他の懸念事項によって、他の選択肢よりも有効なものもある。

### オピオイド

ペチジンの化学構造

分娩時の鎮痛には多くの方法がある。 オピオイドは、鎮痛を補助するために出産時に一般的に使用される鎮痛薬の一種である 。オピオイドの中ではペチジンが米国や英国などで使用されてきた。オピオイドは、注射として筋肉に直接注入したり、静脈内に注入したりすることができる。これらの薬剤は、陣痛中の母親に眠気、かゆみ、吐き気、嘔吐などの望ましくない副作用を引き起こすことがある。すべてのオピオイドは胎盤を通過する可能性があり、心拍数、呼吸、脳機能に問題を起こすなど、胎児に悪影響を及ぼす可能性がある。 このため、オピオイドは分娩直前には投与されない。しかし、オピオイドは痛みを和らげる効果があるが、母体が動いたりいきんだりする能力を損なわないため、分娩初期には有益である。 また、オピオイドの使用は帝王切開の可能性が高くなることとは関連していないようである。分娩時にオピオイドを使用するかどうかを決定する際には、考慮すべきことが多くあり、これらの選択肢やリスクと利益について、妊婦は訓練を受けた医療専門家と分娩第1期の早い段階以前に話し合う必要がある。 児に影響を及ぼす可能性のある処置や薬物について聞くことは、有効な質問である。

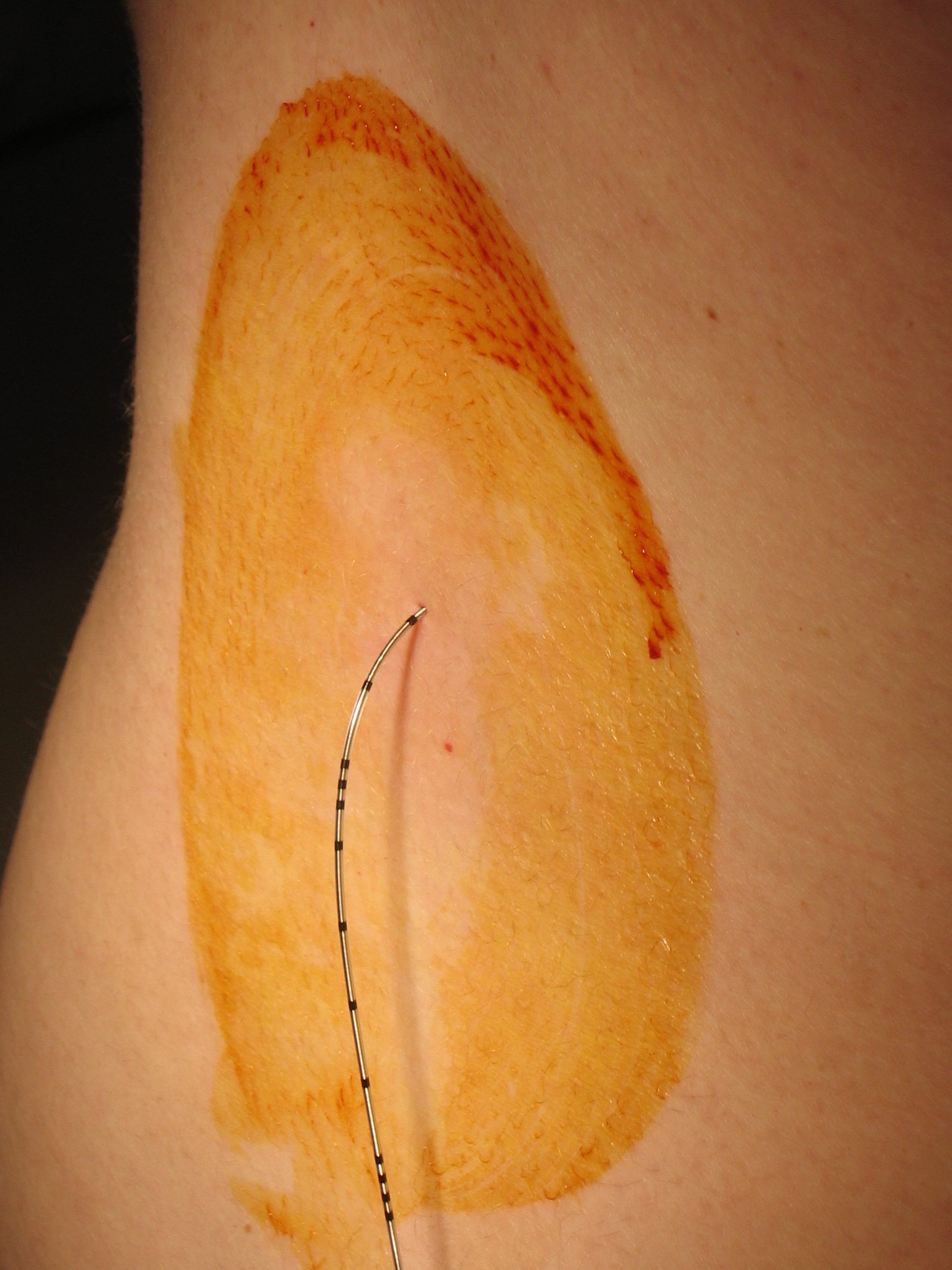
腰椎間から留置された硬膜外カテーテル

### 硬膜外麻酔と脊髄くも膜下麻酔

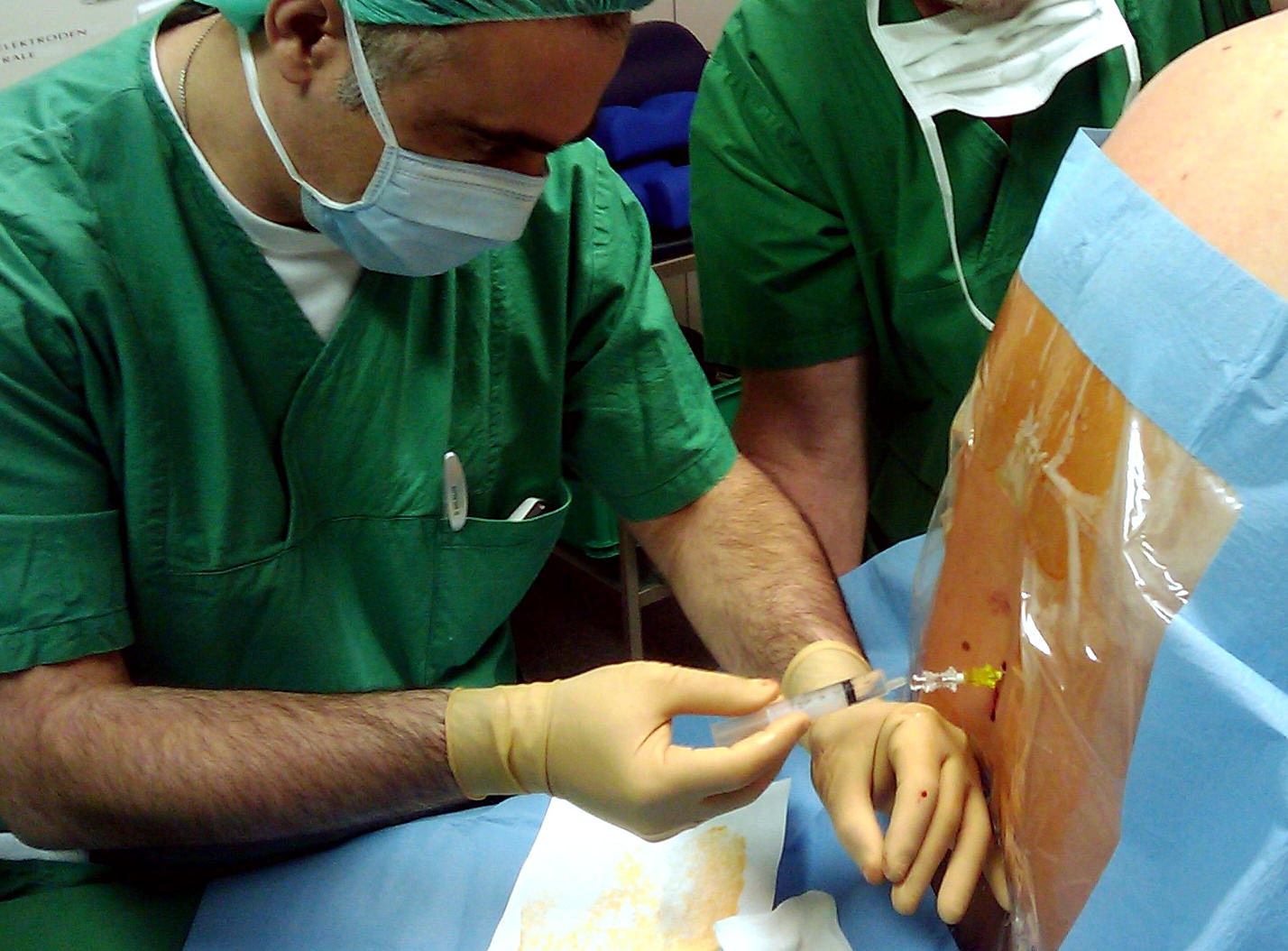
脊髄くも膜下麻酔

硬膜外麻酔は、腰部の脊髄周囲の狭い空間（硬膜外腔）にチューブ（硬膜外カテーテル）を入れる処置である。陣痛中、必要に応じて少量の薬をチューブから投与することができる。硬膜外麻酔では、薬を投与してから10～20分後に痛みの緩和が始まる。しびれの程度は調節できる。
分娩時に母親が感じる痛みは非常に強いとされ、さらに分娩の進行に伴い強くなっていくため母親にとって大きな負担となる。硬膜外麻酔による無痛分娩ではこの苦痛を相当強力に軽減できるほか、産後の育児や家事、仕事に必要な体力を温存することができる。
特に母親が妊娠高血圧症候群である場合、分娩の痛みにより血圧が過度に上昇してしまうおそれや、ストレスホルモンによって血管が収縮して胎児への血流が非常に少なくなってしまう危険があるため、無痛分娩が有用とされる。また、分娩中に緊急に帝王切開が必要になった場合、通常であれば脊髄くも膜下麻酔又は全身麻酔を行う必要があるが、硬膜外カテーテルを留置している無痛分娩であれば硬膜外麻酔で管理することができる。
妊婦は硬膜外麻酔中、身体を動かすことは可能だが、薬が運動機能に影響を及ぼすと一時的に歩けなくなることがある。硬膜外麻酔は母体の血圧を下げ、胎児の心拍を遅くする可能性がある。このリスクを下げるために点滴で水分を補給する。しかし、陣痛中の女性は、硬膜外麻酔の有無にかかわらず、しばしば発熱や震え（シバリング）が起こる。硬膜外腔からオピオイド(主としてフェンタニル)を投与した場合には痒みや尿閉（おしっこが出にくくなり膀胱に溜まること）が起こることがある。脊髄の被膜（硬膜）が太い硬膜外針によって穿刺されると、ひどい頭痛が生じることもある（硬膜穿刺後頭痛）。治療によって頭痛は改善可能である。硬膜外麻酔は、分娩数日間腰痛を起こすこともある。硬膜外麻酔により、分娩の第1期と第2期が長引くことがある。陣痛が始まったのが遅かったり、薬の量が多すぎたりすると、いざというときにいきみにくくなることがある。硬膜外麻酔は器械分娩のリスクも高くなるとされてきたが、コクランの2018年のシステマティック・レビューでは、近年の研究からはこのような傾向は見られないとされる。
硬膜外麻酔で、まれに起こる重大な合併症としては、硬膜外麻酔の管がくも膜下腔に入り、脊髄くも膜下麻酔になってしまうことや局所麻酔薬中毒などがある。無痛分娩を行う際には、これらの合併症に対応できるよう専門的な知識や技術が必要である。

#### 脊髄くも膜下麻酔
脊髄くも膜下麻酔は、単独では経腟分娩にはあまり行われないが、分娩が差し迫っていて、患者が鎮痛を望む場合に行われることがある。脊髄くも膜下麻酔は硬膜穿刺後頭痛のリスクが僅かながらある。低血圧に対処するためにバイタルサインを5分ごとにチェックする必要がある。

#### CSEA
分娩がすでに進行している場合、素早く鎮痛を行うために硬膜外麻酔に脊髄くも膜下麻酔を併用する場合もある（脊髄くも膜下硬膜外併用麻酔（Combined spinal and epidural anaesthesia: 略称は脊硬麻又はCSEA））。脊髄くも膜下麻酔では、少量の薬を腰の髄液中に注射する。脊髄くも膜下麻酔は通常、陣痛中に1回だけ行われる。脊髄くも膜下麻酔の場合、鎮痛効果はすぐに始まるが、持続するのは1～2時間である。硬膜外麻酔では、カテーテルが留置されている限り、鎮痛時間に制限はない。硬膜外麻酔と脊髄くも膜下麻酔により、ほとんどの女性は陣痛や出産時にほとんど痛みを感じることなく、目を覚まし、注意力を保っていることができる。CSEAでは胎児の徐脈が問題となることがある。

#### DPE
Dural puncture epidural（DPE）とは、近年、米国を中心に報告されている、硬膜外麻酔による無痛分娩の新しいテクニックである。硬膜外麻酔においては頭痛が問題となるために、通常は硬膜穿刺を避けるが、本法では硬膜外麻酔に用いる太い針ではなく、脊髄くも膜下麻酔に用いる細い針で意図的に硬膜に穴を開け、その後で通常の硬膜外カテーテル留置を行うことにより、脊髄腔内への薬液の流入を増やして鎮痛効果を高める、というものである。日本では1996年に鈴木らによって初めて発表された。硬膜外麻酔単独やCSEAと遜色のない麻酔効果が得られ、合併症も少ないとする無作為化比較対象試験の結果が2017年に得られ、産科麻酔科医に注目されている。

### 陰部神経ブロック
この手技では、膣とその近くの陰部神経に局所麻酔薬を注射する。この神経は膣の下部と外陰部の感覚を司る。この鎮痛法は陣痛の後期、通常は胎児の頭が出てくる直前にのみ用いられる。陰部神経ブロックを行うと、痛みは多少和らぐとともに、産婦は意識を保ったまま、胎児を押し出すことができる。胎児は麻酔薬の影響を受けず、デメリットはほとんどない。鉗子分娩となった場合の鎮痛効果も期待できるが、成功率は必ずしも高くない。

### 笑気麻酔

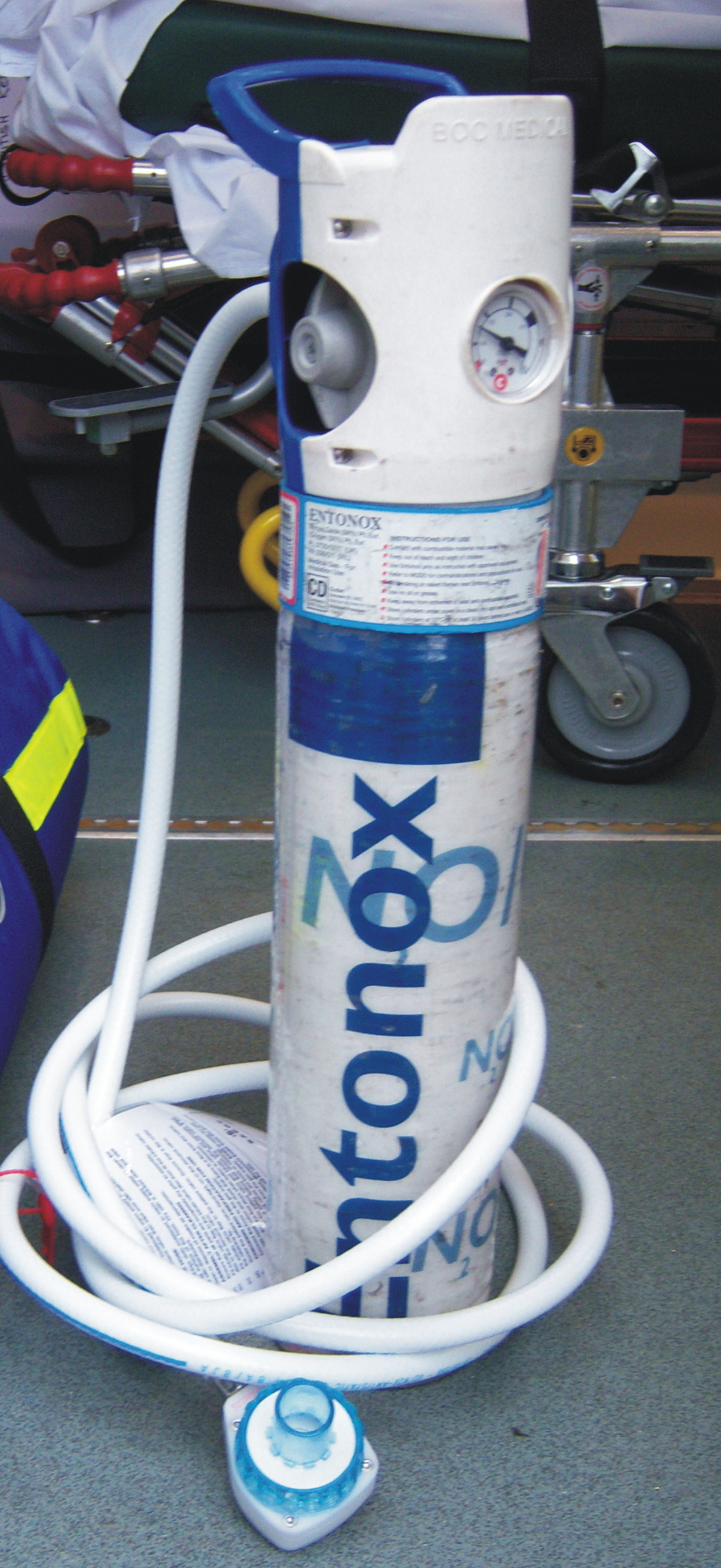
鎮痛用の亜酸化窒素（エントノックス^{TM}）のボンベ

ここまでに述べてきた薬理学的鎮痛方法は注射によるものであったが、これ以外に、陣痛中の母親が利用できる薬理学的鎮痛のもう1つの形態は、吸入亜酸化窒素である。 これは、典型的には、吸入鎮痛薬および麻酔薬である亜酸化窒素と空気との50/50混合物である。 亜酸化窒素は、1800年代後半から出産の疼痛管理に用いられてきた。吸入鎮痛は、英国、フィンランド、オーストラリア、シンガポール、ニュージーランドで一般的に使用されており、米国でも人気が高まっている。
この鎮痛法は硬膜外麻酔ほどの鎮痛効果は得られないが、多くの利点がある。 亜酸化窒素は安価で、陣痛のどの段階でも安全に使用できる。 可動性を維持しながら軽い鎮痛効果を得たい女性に有用で、硬膜外麻酔ならば必要とされるであろうモニタリングも少なくて済む。また、陣痛早期には鎮痛を補助するために有用であり、分娩ボール、体位変換、さらには水中出産など、他の非薬理学的鎮痛方法と併用される。 ガスは自己投与可能であるため、陣痛中の母親は、任意の時点でどれだけのガスを吸入したいかを完全に制御できる。
亜酸化窒素には、副作用が少ないという利点もある。 一部の母親は、めまい、吐き気、嘔吐、眠気を経験するかもしれないが、投与量は患者によって決定されるため、これらの症状が始まれば、使用を制限することができる。 ガスはすぐに効果を発揮するが、持続時間も短いため、鎮痛効果を得るためには、マスクを顔に当て続けていなければならない。亜酸化窒素ガスは、新生児が呼吸を始めるとすぐに排出されるため、新生児への影響はほとんどない。 新生児の出生直後の評価項目である、アプガー指数や臍帯血液ガスにおいては、非薬理学的および薬理学的な疼痛管理の他の方法と比較して、亜酸化窒素ガスの使用に臨床的に重大な危険因子があることを示唆するエビデンスはない。 また、亜酸化窒素の使用に関連して医療従事者の職業上のリスクが増加するかどうかを判断するエビデンスも限られている。

## 無痛分娩中の帝王切開への移行
硬膜外無痛分娩予定だったが出産の途中に帝王切開が必要となった際には、背中から既に硬膜外腔にカテーテルが留置されているため、新たに背中に針を刺す必要が無く、このカテーテルから麻酔薬の投与ができる。しかし、このカテーテルからの麻酔の効きが悪い時には追加の注射、または全身麻酔となるケースもある。無痛分娩であっても硬膜外麻酔ではないケースでは、あらためて区域麻酔または全身麻酔を行う必要がある。

## 産後の疼痛管理

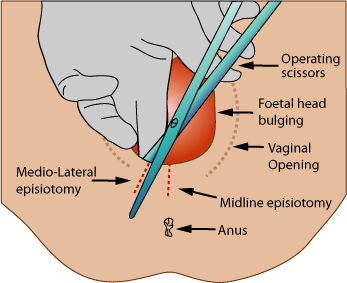
会陰切開の模式図

会陰切開とは、腟の出口が狭すぎて、胎児を取り出すと裂けてしまう恐れがある場合に会陰裂傷防止目的で行われる処置であるが、分娩後に切開部の縫合が必要となる。出産後の会陰部痛は、女性とその児に即時的かつ長期的な悪影響を及ぼし、母乳育児や乳児の世話に支障をきたす可能性があるとの意見がある。注射部位や会陰切開による痛みは、産婦からの痛み報告を頻繁に評価をすることで管理される。疼痛は、裂傷、切開、子宮収縮、乳首の痛みなどから生じる可能性がある。この際には、通常は適切な薬剤が投与される。ルーチン的な会陰切開の場合は、出産後の疼痛レベルを低下させることは認められていない。

## 非薬理学的鎮痛方法
女性をリラックスさせ、鎮痛が容易になる多くの方法がある。 痛みを和らげるための非薬物的アプローチの有効性を検討した結果、水に浸かる、リラクゼーション法、鍼が痛みを和らげることがわかっている。これらやその他の非薬物的疼痛管理法については、以下でさらに詳しく述べる。
- 呼吸法とリラクゼーション法
  - 呼吸法（ラマーズ法など）ないしはリラクゼーション法（英語版）は器械分娩のリスク軽減に役立つ可能性がある[23][43]。
- 温かいシャワーや入浴[23]。
- マッサージ
  - 陣痛のさまざまな段階で、多くの種類のマッサージが行われる[23][44]。文献によれば、軽いタッチやなでるようなマッサージ法はオキシトシンの分泌を助け、子宮収縮（英語版）を促し、子宮頸管の拡張を促進する可能性がある。 また、さまざまな種類のマッサージは、陣痛の痛みを和らげ、紛らわすのに役立つ可能性がある[45]。
- 温湿布または冷湿布（腰を温める、額に冷たい手ぬぐいなど）
  - 子宮頸管が拡張している間に温湿布、特に腰部に温湿布を貼ることは、分娩第1期の痛みを軽減し、分娩自体の長さを短くするのに役立つかもしれないが、これを支持するエビデンスは限られている[23][45]。
- 体位
  - 陣痛中に体位（英語版）を変える[23]（立つ、しゃがむ、座る、歩くなど）
- バランスボール[23]の使用産後ドゥーラが妊婦にバランスボールの使い方をアドバイスしている

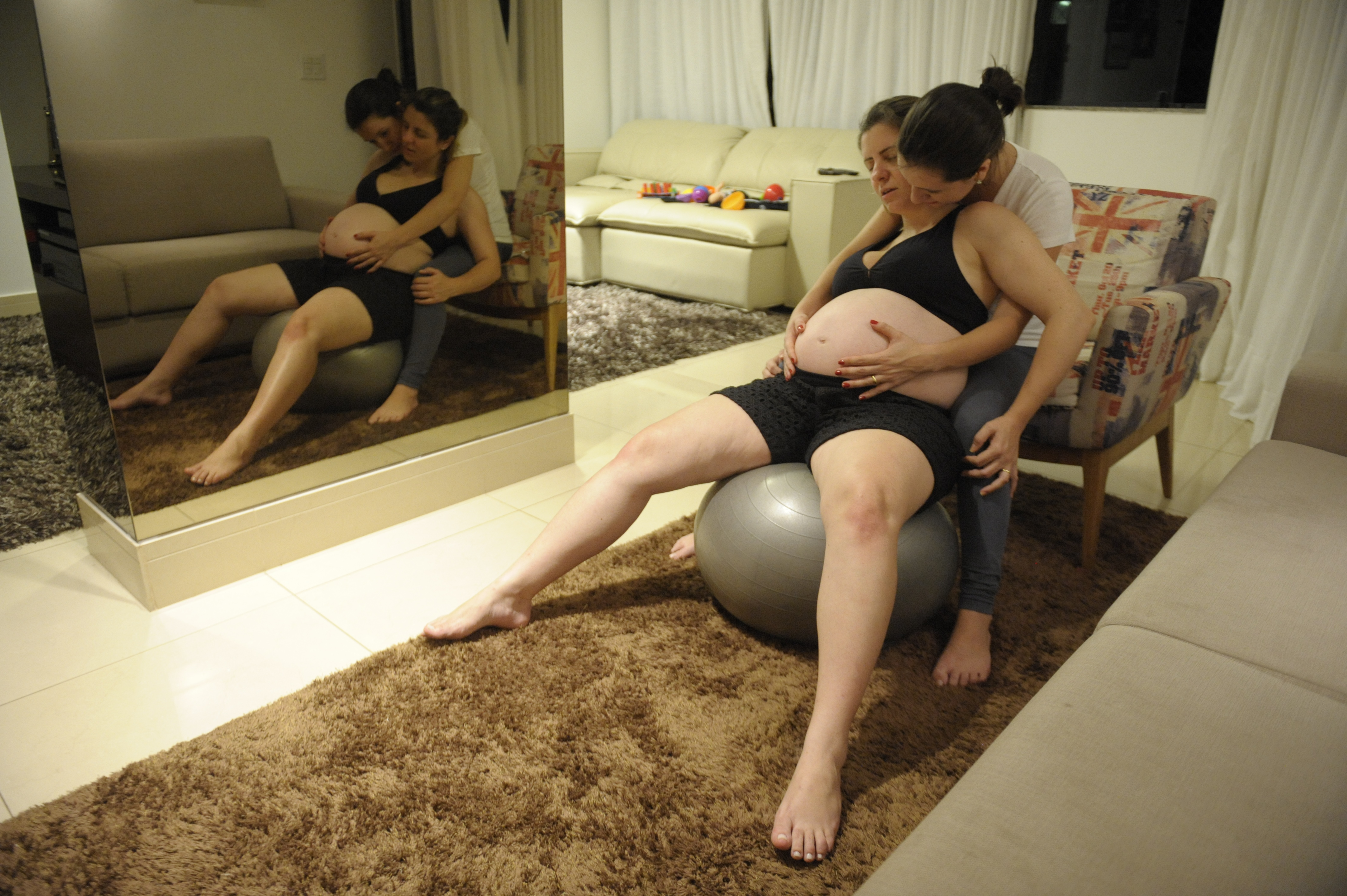
産後ドゥーラが妊婦にバランスボールの使い方をアドバイスしている

  - 分娩中にバランスボールを使用するようになったのは1980年代からである。 陣痛の第1期に使用するのが最適である。バランスボールを使用することで、会陰部を支え、子宮頸管拡張中にその部分に優しい刺激を与えることで痛みを緩和しやすくするというエビデンスがあるとされる。 また、さまざまな体位変換運動や重力を利用して胎児の下降を助けることができる[46]。
- 音楽を聴く
  - 痛みを軽減する効果的な方法として音楽[23]を支持するエビデンスはほとんどないが、気晴らしを提供したり、より肯定的な出産体験を作り出す手助けをしたりすることで、最終的に産後に否定的な転帰をたどる可能性を低下させる可能性がある[45]。
- 鍼治療
  - 鍼は、器械分娩や帝王切開の減少に関連している可能性がある[43]。

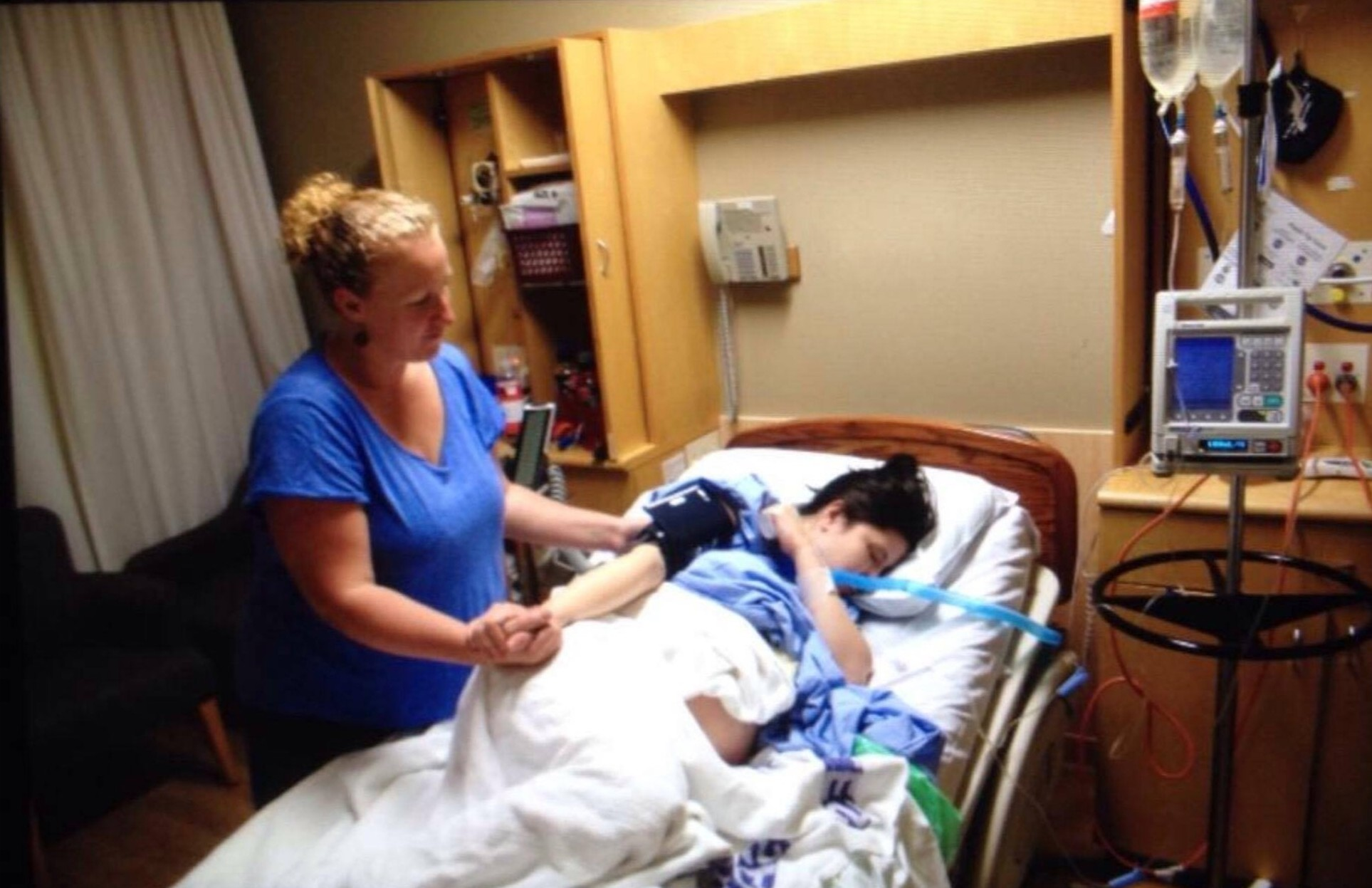
陣痛に耐える妊婦に寄り添う産後ドゥーラ

- 陣痛に耐える妊婦に寄り添う産後ドゥーラ最愛の人、病院スタッフ、または産後ドゥーラ（英語版）による継続的なサポートケア[23]
  - 産後ドゥーラまたは何らかの支持者がいれば、薬理学的疼痛コントロールの必要性が減少し、帝王切開ではなく自然経腟分娩の可能性を高める可能性がある[47]。積極的な支援者は、より前向きな出産体験につながる環境づくりも支援してくれるだろう[48]。
- その他の方法としては、催眠、バイオフィードバック、滅菌水注射、アロマセラピー、経皮的末梢神経電気刺激（TENS）などがあるが、これらの方法を用いて陣痛や分娩時の痛みを軽減することの有効性を示した研究は限られている[43]。

## 水中出産

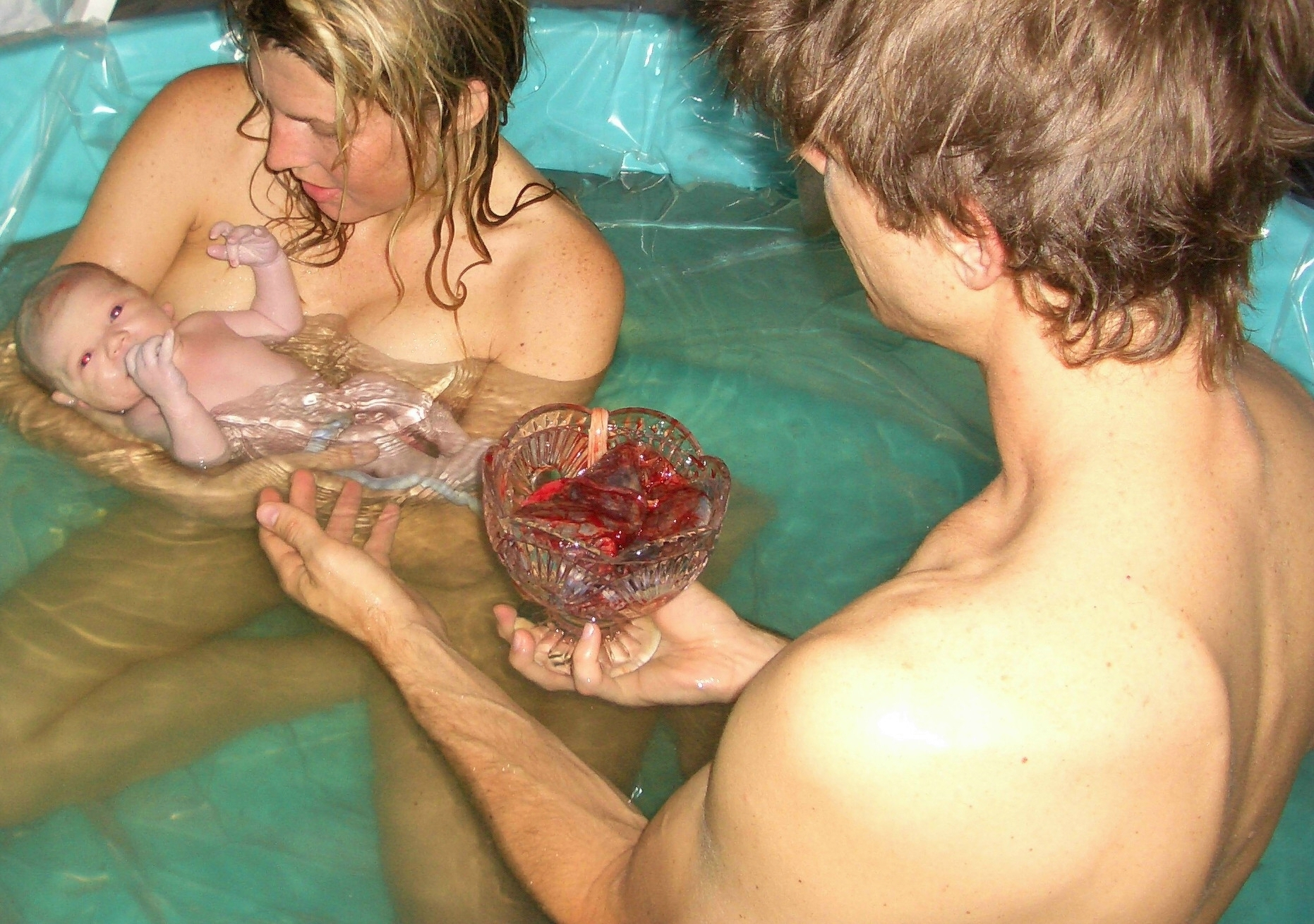
水中出産。器に盛られているのは、新生児と臍の緒で繋がっている胎盤である。

米国女性保健局（Office of Women's Health: OWH）によると、水治療法（hydrotherapy）とも呼ばれる温浴槽での陣痛は、女性が身体的に支えられていると感じ、体を温めリラックスさせるのに役立つという。また、水中では、陣痛中の女性が動きやすくなり、楽な姿勢をとりやすくなることもある。
分娩第1期の水浸は、鎮痛の必要性を減少させ、分娩期間を短縮させる可能性があるが、分娩第2期および第3期の水浸が薬理学的介入の使用を有意に減少させることを示唆するデータは限られている。
水中出産では、女性は分娩のために水の中に残る。米国小児科学会は、水中出産の安全性を示す研究が不足していること、また、まれではあるが合併症の可能性が報告されていることから、水中出産に対する懸念を表明している。

## 歴史

### 分娩時鎮痛が存在しない時代
20世紀以前は、出産は主に家庭で行われ、疼痛管理のための医療介入を受けることはできなかった。出産は女性の主な死因であり、多くの女性がその過程を恐れていたため、疼痛管理に対する要望は大きかった。しかし、女性達の要望にもかかわらず、19世紀半ば以前にはほとんど緩和措置がとられていなかったし、その手段も無かった。分娩時の鎮痛に対しては、かなりの一般的および宗教的反対があった。1591年にはスコットランドで、2人の息子の出産のために痛み止めを求めたというだけで、ユーファム・マカレインという女性が生き埋めにされている。

### 全身麻酔の発明・出産への応用

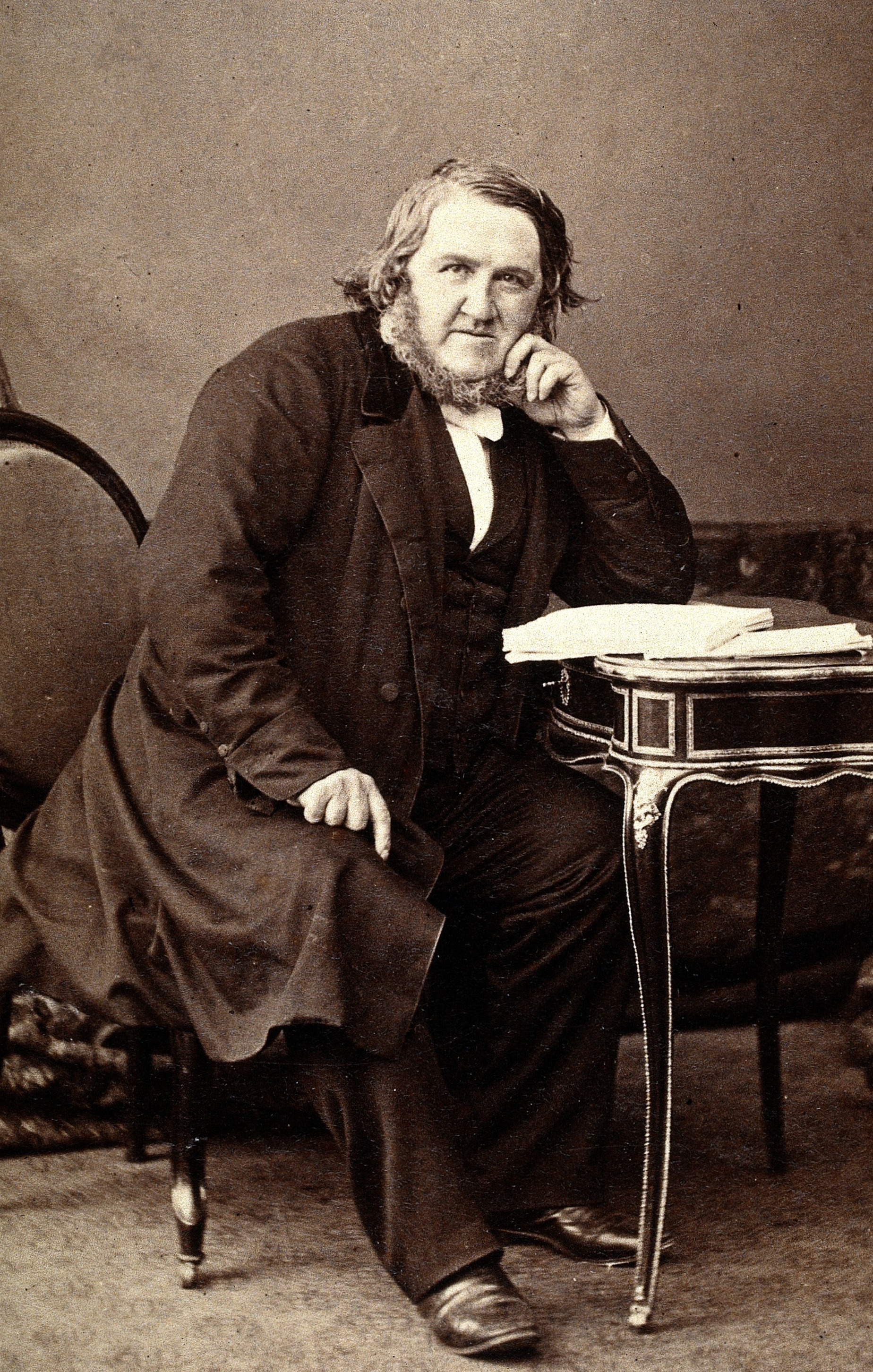
ジエームズ・シンプソン

手術における全身麻酔薬の投与は、1846年10月にボストンでウィリアム・トーマス・グリーン・モートン(1819–1868)によって、この種の最初の成功例として公に実証された。この実践により、手術中のエーテル吸入による鎮痛作用が明らかになった。
モートンが麻酔薬としてエーテルを使用した後、スコットランドのジェームズ・ヤング・シンプソン(1811–1870)は1847年1月19日、エーテル投与に開放点滴法を用いて無痛分娩の臨床試験を行った。彼が無痛分娩の先駆者である。その後、シンプソンは独自にクロロホルムの麻酔効果を発見し、1847年11月にクロロホルムの試用を公開することになった。シンプソンの発表を掲載した医学外科学会の出版物はあまり受け入れられず、その後、かなりの弁明を必要としたものの、エーテル麻酔後の吐き気や嘔吐も問題であったため、後にクロロホルムの使用も受け入れられた。1847年4月7日、アメリカの産科で初めてエーテルが使用された。ボストン医学外科学雑誌に記録されたN.C.キープによる最初の投与に続いて、米国のウォルター・チャニング(1786–1876)がエーテルを用いて成功したいくつかの産科症例について述べている。最初の無痛分娩は吸入麻酔薬による全身麻酔で始まったのである。

### 宗教理由・母体影響などによる反対
しかし、エーテルやクロロホルムを出産に対して使用することは、社会的、宗教的、および医学的な反対に直面した。分娩時麻酔に対する医師による反対理由のほとんどは、宗教理由ではなく、母体の健康への影響や陣痛への身体的影響に対する懸念という観点に立脚していた。ただし、一部の医師や宗教的権威側の者は、「分娩に痛みを伴うようにした神の選択に反する」と宗教的理由の反対論を主張した。彼らは、宗教聖書の直訳解釈により、陣痛を罪に対する罰とみなす者であり、無痛分娩は原始の呪いに関して不敬であるとされたのである。この解釈に明確に異議を唱える者も居た。反対派の産科医チャールズ・デルセナ・メイグスは、分娩痛に生理学的価値があるという信念を主張し、19世紀中頃には彼の意見は一般の人々にも支持されるようになった。このような時代背景のため、無痛分娩は女性からは支持されたが、医師からの支持は消極的だった。シンプソンは、麻酔薬の吸入は、分娩行為や子宮収縮の起こるメカニズムに影響を与えず、むしろ産婦を強い痛みに無感覚にさせると反駁した。

### ビクトリア女王の無痛分娩による普及

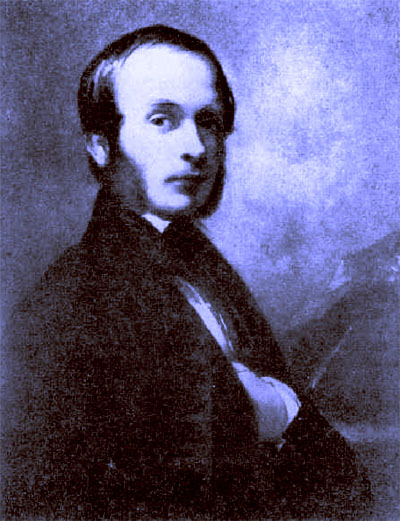
ジョン・スノウ

1853年4月7日、ロンドンのジョン・スノウ(1813–1858)はクロロホルム吸入により、ビクトリア女王の分娩時の麻酔を担当した。王妃の第8子であるレオポルド王子の誕生は一般には公表されなかったが、ロンドンの社交界の貴顕はこの出産にクロロホルムが使用されていることを知り、魅力的だと感じていた。この処置は、「クロロホルム・ア・ラ・レーヌ（chloroform à la reine: 女王風に）」として女性たちに知られるようになった。女王自身が無痛分娩を受け入れたことがきっかけとなり、反対派は減っていき、無痛分娩は普及していった。シンプソンとスノウは無痛分娩の普及に大きな役割を果たしたが、鎮痛の積極性において異なる。スノウはシンプソンと大きく異なり、麻酔薬の適切な量の測定と、分娩第2期が始まるまで投与を遅らせることを強調した。また、スノウは、陣痛を起こす患者には意識がなくなるまで麻酔をかけるべきだというシンプソンの主張にも反対していた。このような違いから、「産科麻酔の父」という称号はいずれにふさわしいか大きな論争を呼んだ。

### モルヒネの普及
1800年代初頭にモルヒネが単離されたことは、産科麻酔におけるもう一つの画期的な出来事であった。しかし、この薬が広く使われるようになったのは、1850年代に注射針が発明されてからである。しかし、分娩時の疼痛コントロールにモルヒネを使用することは、新生児の呼吸抑制の影響から人気がなくなり、1939年にドイツで初めて作られた、呼吸抑制の影響が少ない合成麻薬であるメペリジンに大きく取って代わられた。メペリジンは、今日でも産科でよく使われている。

### 区域麻酔の開発

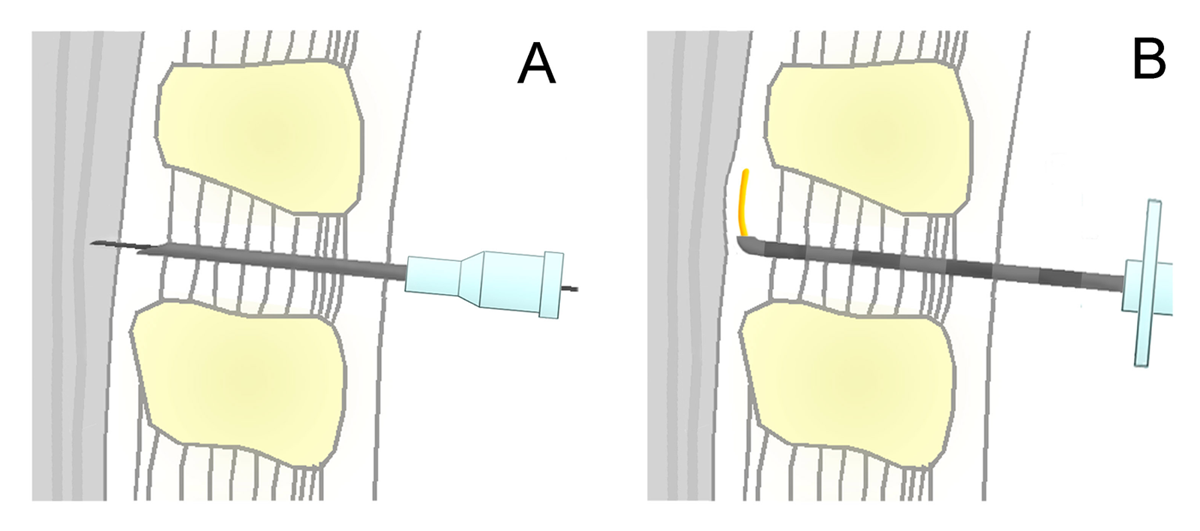
脊髄くも膜下麻酔では穿刺針が硬膜を貫いてくも膜下腔に到達する（A）が、硬膜外麻酔では穿刺針は硬膜手前の硬膜外腔に留まり、カテーテルが留置される（B）。

おそらく産科麻酔における最も重要な発見は、区域麻酔の導入であり、これは局所麻酔薬を使用して身体の広い領域からの痛みをブロック、すなわち無痛にするものである。最初の局所麻酔薬であるコカインは、1884年にオーストリアの眼科医カール・コラーによって眼科で表面麻酔に使用された。ドイツの外科医アウグスト・ビーアが最初の臨床脊髄くも膜下麻酔、SicardとCathleinが1901年の硬膜外麻酔への仙骨アプローチ、およびスペイン軍の外科医フィデル・パヘスが1921年の腰部硬膜外アプローチを完成させた。1921年、脊髄くも膜下麻酔下での最初の経膣分娩がドイツのKreissによって報告された。ジョージ・ピトキンは、米国で分娩時の脊髄くも膜下麻酔を普及させたとされている。チャールズ B. オドムは、1935年に腰部硬膜外麻酔を無痛分娩に応用した。

### 注射による鎮静法の開発と衰退
20世紀初頭、ドイツのフライブルクに住む二人の医師、カール・ガウスとベルンハルト・クローニッヒによって、"薄暮睡眠安産法（twilight sleep）"として知られる薬物誘発状態が開発された。この方法は、モルヒネとスコポラミンの筋肉内注射による一種の鎮静法であり、特に訓練を受けていない医師が行った場合、多くのリスクと副作用があった（妊婦の徐脈、呼吸抑制、せん妄など）。その盛衰は、第一波フェミニズムと第一次世界大戦中に生じた反ドイツ感情の両方と重なった。日本では、1915年に一般向け冊子で紹介されたが、「無害有効である」など、その情報は正確さを欠いていた。
1946年にはアメリカの産科医であるカーティス・メンデルソンにより、妊婦に全身麻酔を行った際の誤嚥による肺炎（メンデルソン症候群）が報告され、妊婦に全身麻酔を行うことの危険性と全身麻酔前の絶食の重要性が広く認識され、無痛分娩に全身麻酔を回避する機運のきっかけとなった。

### 一世紀ぶりのカトリックによる承認、硬膜外麻酔の普及
ヨーロッパにおいて、キリスト教の宗教界は長年無痛分娩を承認していなかった。しかし、、1956年にようやくローマ教皇ピウス12世は無痛分娩の使用を承認した。1960年代には、疼痛管理のための硬膜外麻酔が台頭し、2023年現在まで無痛分娩の主流となっている。

## 日本
日本における無痛分娩という言葉の歴史は少なくとも1903年にまで遡ることが出来るが、鎮痛法は催眠術であった。会陰部への局所浸潤麻酔による無痛分娩が日本で初めて報告されたのは、1919年であるが、
カクシテ尚痲酔不充分ナルトキハ注射ヲ新タニスルモ何等妨ゲアルナシ—安藤畫一 (岡山醫專産婦人科教室)、所謂無痛分娩法ニ對スル私見併セテ局所麻醉法ノ應用ヲ推奬ス、
と報告されていることから、無痛分娩という名称ではあっても、必ずしも無痛ではなかったことが窺える。1960年の段階では、呼吸法や鎮静剤、吸入麻酔による方法が主流で「まだ無痛分娩とは縁遠い状態」にもかかわらず無痛分娩という言葉だけは普及していた。1961年には、産科医らにより、第1回無痛分娩研究会が開催された。この研究会は1994年の「分娩と麻酔研究会」を経て、2009年には麻酔科医も加わり、日本産科麻酔学会に改名した。硬膜外麻酔による無痛分娩の日本での報告は1962年が最初であり、以後は麻酔方法としては硬膜外麻酔が欧米同様、他の麻酔法に取って代わっていったものの、その一般への認知は遅々としており、1978年の段階でも呼吸法であるラマーズ法が「無痛分娩法」として助産師や看護師向けの雑誌で紹介されていた。1970年くらいまでは、無痛分娩は、吸入麻酔薬や静脈麻酔薬を用いた全身麻酔が主流であったが、やがて分娩第1期に硬膜外麻酔、分娩第2期に全身麻酔を使う方法へ徐々に変わっていった。さらに吸入麻酔薬や静脈麻酔薬の胎盤通過性とそれによる児への影響が明らかになるにつれ、分娩の全経過で硬膜外麻酔を主体とする方法が主流となった。

### 麻酔科医分散による普及阻害問題・解決案
硬膜外無痛分娩の普及率は、欧州の国家や地域内・米国の州内でもかなり差があるが、一部の地域を除くと日本よりは高い(2022年時点11.6％)。高い順に、フィンランド89%(初産。経産婦は40%)、フランス82.2%、アメリカ(全州平均)73.1%、ベルギー68%、スウェーデン66.1%、イギリス60%、カナダ57.8％、ドイツ2～30%、イタリア20%、ギリシャ20%である
日本も右肩上がりではあり、「2020年9月の厚労省調査」では8.6%であった。日本の妊孕女性人口の減少が続く最中でも無痛分娩利用者数は2018年の4万5558人から、2022年の8万9044人へと5年間で倍増した。全分娩数に占める割合も2022年に11.6％と初めて1割を超えた。
アメリカの場合は、50州平均は73.1%だが、36.6%の州から80.1%の州まであり、国内で普及率にかなりの幅がある。
アジアの硬膜外無痛分娩率は、イスラエル60%、シンガポール50％、韓国40％、中国10%となっている。
普及差の背景として、欧米における「 産後の入院期間の短さ」・「大規模医療施設での出産が多いこと」にある。逆に日本では、小規模病院の産科・クリニックでの出産が多く、麻酔科医を事実上分散させる状態にさせてしまっていることで、1施設当たりの分娩数が少なく、担当麻酔科医の常時配置が困難である。「麻酔科医がいないので出来ない」ことが、無痛分娩の普及差の一因となっている。また「自然を好む風潮」が無痛分娩普及を妨げている一因との主張もあるが、無痛分娩賛成率は8割である。日本において、総分娩数に占める無痛分娩数の割合は、4.6%（2014年度）、5.5%（2015年度）、6.1%（2016年度）と上昇傾向である。無痛分娩実施率を高めるには、将来的に欧米のように、検診は地域の産科クリニックなどで受けるものの、出産場所を総合病院など大規模医療施設に集める、「出産施設の集約化」が必要だと指摘されている。
東京都では2025年1月に条件を満たした都内の妊婦対象の助成制度導入が発表された。、条件は、「都内の医療機関で無痛分娩をする都内在住の妊婦」と「麻酔科医や麻酔に精通した医師がおり、母体の急変時に備えて蘇生機器が整備されている医療機関での分娩」を助成条件とすること」の2である。都内の無痛分娩料金を10万～15万円にしている医療機関が多いため、助成額を数万～１０万円程度とする方向で調整していると報道された。

#### 入院期間・費用の比較
日米では入院期間の長さ・自己負担額に違いがある。日本では産後の入院期間は自然分娩で5-7日だが、アメリカは初産など普通は48時間以内・経産婦や一部の初産婦は24時間で退院である。アメリカでの分娩および入院費用の総額は約16000ドル（1ドル110円だと約170万円）である一方、日本の普通分娩での出産費用は平均約50万円で3倍の金額である。そして、日本では出産育児一時金42万円も支給される。アメリカでは、無保険での出産は非常に高額である。カイザー・ファミリー財団の2022年の調査によると、アメリカで普通分娩費用の平均額は1万5000ドル、帝王切開での出産費用は2万6000ドルで77%分も更に高額となる。妊娠・出産費用が世界で最も高額な国であり、民間医療保険に加入しているかが大事になっている。無痛分娩率が2-3割であるドイツでの産後入院期間は、自然分娩2～3日、帝王切開4日程度となっている。